# Aetokremnos
Aetokremnos è un riparo roccioso situato nei pressi di Limassol nella costa meridionale dell'isola di Cipro. È posizionato su una ripida scogliera, a circa 40 m di altezza sul mare Mediterraneo. Il suo nome in greco significa Scogliera delle aquile.

## Ritrovamenti
Gli scavi sono stati condotti su una superficie di 40 m² e sono stati messi in luce quattro strati; non sono stati trovati reperti nel terzo strato. 
Il sito conteneva ossa di fauna nana dell'Olocene come l'elefante nano di Cipro Elephas cypriotes e l'ippopotamo pigmeo Hippopotamus minor; sono inoltre stati ritrovati manufatti del Mesolitico tra cui un migliaio di frammenti di selce inclusi alcuni raschiatoi.
Non ci sono ossa con segni di macellazione, ma quasi un terzo mostrano segni di combustione. Tre quarti delle ossa appartengono all'ippopotamo pigmeo, le altre sono di pesci e uccelli, soprattutto otarda. I reperti dell'elefante nano sono solo tre. La presenza di quattro ossa di daino e tredici di maiale è considerata sorprendente in quanto si ritiene
che questi animali siano stati introdotti solo nel Neolitico preceramico B.
Nello strato contenente ossa di megafauna estinta, i ricercatori sono convinti di aver individuato tracce di un antico focolare, il che farebbe di Aetokremnos il più antico insediamento cipriota e attesterebbe insediamenti umani già a partire dall'Epipaleolitico. La datazione al radiocarbonio lo posiziona con buona attendibilità al 10.500 a.C. e lo indica come insediamento occasionale. Si tratterebbe di una presenza neolitica associata alla caccia di mammiferi endemici e anche la più antica evidenza di colonizzazione di ambiente insulare mediterraneo.
Nell'isola ci sono altri siti in cui sono state ritrovate ossa di elefante nano e ippopotamo pigmeo, ma non oggetti di produzione umana.

## Posizione del sito
Il riparo di Aetokremnos si trova attualmente su una scogliera a picco sul mare. Tuttavia 12.000 anni fa il livello del mare era considerevolmente più basso, per cui il sito era posizionato alla sommità di una parete rocciosa sovrastante una spianata costiera costellata di dune. Questo permette di spiegare la presenza di animali che altrimenti avrebbero difficilmente potuto cercare rifugio sotto una roccia a picco sul mare.